# Live Wire/Blues Power
Live Wire/Blues Power — концертний альбом американського блюзового музиканта Альберта Кінга, випущений лейблом Stax Records в 1968 році. Записаний у клубі Філлмор-Вест в Сан-Франциско (Каліфорнія).
У 1972 році альбом посів 40-е місце в хіт-параді R&B Albums журналу Billboard, і 150-е в хіт-параді The Billboard 200. У 1986 році альбом було занесено до Зали слави блюзу.
Частина записів з цього концерту вийшла в 1990 році на альбомах Wednesday Night In San Francisco та Thursday Night in San Francisco.

## Список композицій
1. «Watermelon Man» (Хербі Хенкок) — 4:04
2. «Blues Power» (Альберт Кінг) — 10:18
3. «Night Stomp» (Реймонд Джексон, Альберт Кінг) — 5:49
4. «Blues at Sunrise» (Альберт Кінг) — 8:44
5. «Please Love Me» (Б.Б. Кінг, Жюль Тоб) — 4:01
6. «Look Out» (Альберт Кінг) — 5:20

## Учасники запису
- Альберт Кінг — гітара та вокал
- Віллі Джеймс Ексон — гітара
- Джеймс Вашингтон — орган
- Рузвельт Пойнтер — бас-гітара
- Теотіс Морган — ударні

Технічний персонал
- Ел Джексон — продюсер
- Білл Халверсон — інженер

## Позиції у чартах

### Альбом
| Рік  | Чарт                 | Позиція |
| ---- | -------------------- | ------- |
| 1968 | Billboard R&B Albums | 40      |
| 1968 | The Billboard 200    | 150     |

### Сингли
| Сингл         | Інформація                                         |
| ------------- | -------------------------------------------------- |
| «Blues Power» | - Сингл Stax 0020, 1968 - Сторона Б: «Night Stomp» |